# Alloproctoides dawydoffi
Alloproctoides dawydoffi är en mångfotingart som först beskrevs av Carl Graf Attems 1938.  Alloproctoides dawydoffi ingår i släktet Alloproctoides och familjen Lophoproctidae. Utöver nominatformen finns också underarten A. d. sineligulatus.